# تپه قلعه قلدوش (قله دوش)
تپه قلعه قلدوش (قله دوش) مربوط به اولیه دوران‌های تاریخی پس از اسلام است و در شهرستان طالقان، روستای کلندر واقع شده و این اثر در تاریخ ۱۲ بهمن ۱۳۸۱ با شمارهٔ ثبت ۷۰۴۹ به‌عنوان یکی از آثار ملی ایران به ثبت رسیده است.